# Paramesotriton longliensis
Paramesotriton longliensis är en groddjursart som beskrevs av Li, Tian, Gu och Xiong 2008. Paramesotriton longliensis ingår i släktet Paramesotriton och familjen vattensalamandrar. Inga underarter finns listade i Catalogue of Life.